# Фрай, Мэрилин
Мэрилин Фрай (англ. Marilyn Frye, род. 1941, Талса) — американский философ и радикальный феминистский теоретик. Известна своими теориями сексизма, расизма, угнетения и сексуальности. Её работы предлагают обсуждение феминистских тем, таких как: белое превосходство, мужская привилегия и маргинализация геев и лесбиянок. Хотя она подходит к проблемам с точки зрения справедливости, она также глубоко вовлечена в метафизику, эпистемологию и моральную психологию социальных категорий.

## Образование и карьера
Фрай получила степень бакалавра по философии с отличием в Стэнфордском университете в 1963 году и получила степень доктора философии в Корнельском университете в 1969 году, написав диссертацию под названием «Смысл и иллокутивная сила» под руководством Макса Блэка. До прихода в Университет штата Мичиган в 1974 году она преподавала на философском факультете в Университете Питтсбурга. С 2003 года и до выхода на пенсию Фрай была выдающимся профессором Мичиганского государственного университета, также занимала должность заместительницы декана по аспирантуре колледжа искусств и литературы. В 2008 году она читала лекции студенческому обществу Phi Beta Kappa Romanell.

## Исследования и публикации
Фрай — автор книги «Политика реальности» (1983), сборника из девяти эссе, ставшего «классикой» феминистской философии.
В главе под названием «угнетение» из книги «Феминистские границы» Фрай обсуждает идею двойного послания. Это двойное послание относится к «ситуациям, в которых выбор сведён к минимуму, при этом каждая альтернатива ведет к наказанию, порицанию или лишению». Фрай применяет этот принцип к дилемме, с которой женщины часто сталкиваются при обсуждении проблемы угнетения. Например, когда в обществе приемлемым мнением считается, что женщина не должна была сексуально активной и, наоборот, пассивной, «мужененавистницей» или «скованной». И в случае, если женщину изнасилуют, тогда её гетеросексуальная активность станет основой для предположения, что ей это понравилось. Если же она не была гетеросексуально активной, то и это станет основой для предположения, что ей это понравилось (так как предположительно она «вся зажатая и подавленная»). В любом случае это приводит к выводам, что женщина хотела быть изнасилованной, а, следовательно, никакого изнасилования и не было. Подобное отсутствие выбора настолько глубоко проникает в повседневную жизнь женщин, что даже такие мелочи, как внешний вид или ведение ею диалога, подвергаются критике. Фрай признает, что мужчины также сталкиваются с подобными проблемами, но дифференцирует проблемы мужчин и женщин через метафору птичьей клетки. Каждый индивидуальный случай в отношении женщин можно рассматривать как один прутик клетки: он не может причинить ей вред, разве что совсем случайно. Только в клетке этих прутьев много, и если рассмотреть их целостно и глобально можно понять, почему же птица не улетает. Это полное отсутствие выбора Фрай описывает как кульминацию проблем, с которыми сталкиваются женщины, которых так «обездвиживают» и почему их противостояние угнетению, в отличие от мужского, является истинным и ненадуманным.
Фрай — открытая лесбиянка, и большая часть её работ исследует социальные категории — в частности, те, которые основаны на расе и гендере.

## Награды и отличия
- Фрай была признана выдающейся женщиной-философом года[9] Обществом женщин в философии в 2001 году[10].
- Фрай была выбрана профессором студенческого общества Phi Beta Kappa Romanell в области философии на 2007—2008 годы. Ежегодно присуждаемая премия «Romanell Professorship» признает выдающиеся достижения лауреата и его значительный вклад в общественное понимание философии. Лауреаты этой премии также выступают с серией лекций, открытых для публики. Серия Фрай была озаглавлена «Виды людей: онтологи и политики»[11].

### Книги
- The politics of reality: essays in feminist theory (1983). Trumansburg, New York: Crossing Press. ISBN 978-0-89594-099-5
- Willful virgin: essays in feminism, 1976—1992 (1992). Freedom, California: Crossing Press. ISBN 978-0-89594-553-2.
- В соавторстве с Сарой Хогленд. Feminist interpretations of Mary Daly (2000). University Park, Pennsylvania: Pennsylvania State University. ISBN 978-0-271-02019-8.

### Статьи
- «Необходимость различий: построение позитивной категории женщин». SIGNS: Журнал женщин в культуре и обществе. Выпуск 21, № 3, Лето 1996.